# Florida State Road 836
Pour les articles homonymes, voir Route 836.
La Florida State Road 836 (FL-836, State Road 836 ou SR-836) est une autoroute connectrice de la Floride, située dans la région du grand Miami. Elle est la principale autoroute connectrice du centre-ville de Miami vers l'Aéroport international de Miami ou vers les banlieues ouest de Miami. Également appelée la Dolphin Expressway en raison de l'équipe de football de Miami, elle connecte également à l'interstate 395 vers Miami Beach, où elle est une désignation cachée. D'une longueur d'un peu plus de 15 miles , elle possède quelques sections à péage dans les deux directions.

## Tracé

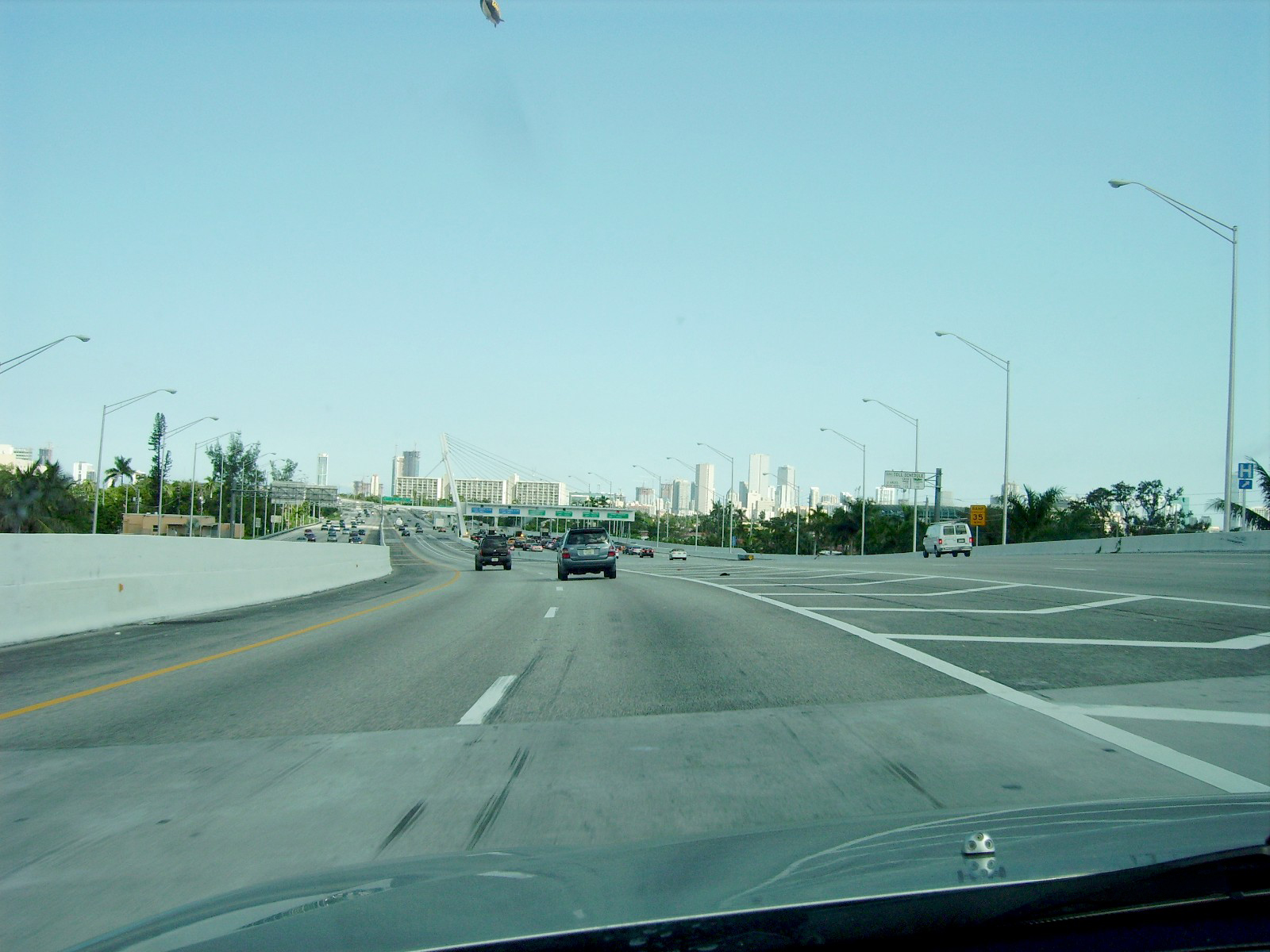
La route 836 vers l'est, avec le centre-ville de Miami au loin.

La Florida State Road 836 débute dans la ville de Sweetwater, à un échangeur partiel avec la 137th Street, juste au nord de la U.S. Route 41, la Tamiami Trail. Elle bifurque vers l'est après s'être diriger pour une courte distance vers le nord, puis rejoint le Homestead Extension du Florida's Turnpike, la route 821. Elle se dirige maintenant vers l'est en passant au sud de Doral et au nord de Westchester. Elle croise ensuite la route 826, la Palmetto Expressway, au sud-ouest de l'aéroport international de Miami. Elle entre par la suite à l'intérieur des frontières de la ville de Miami, puis suit la frontière sud de l'aéroport pour une distance d'environ 5 miles. Elle croise ensuite l'entrée de l'aéroport ainsi que les routes 112 et 953 dans un échangeur complexe. Elle entre par la suite dans le territoire plus urbanisé de Miami en passant au sud des hôpitaux majeurs de la ville, toujours en conservant son orientation Ouest/Est. Elle croise ensuite l'interstste 95 dans le Midtown Interchange, l'I-95 qui mène vers le centre-ville de Miami via le Downtown Distributor. Les derniers miles de la 836 sont en chevauchement avec l'interstate 395 passant dans le quartier d'Overtown. Elle se termine un peu plus d'un mile à l'est de son échangeur avec l'Interstate 95, laissant place au MacArthur Causeway vers Miami Beach ,.

## Disposition des voies
La section à l'ouest du Turnpike possède 4 voies (2-2), tandis qu'à la suite de l'échangeur avec le Turnpike vers l'est, elle s'élargit à 8 voies (4-4). Elle continue majoritairement à 8 voies jusqu'à l'échangeur de l'aéroport, où elle devient une autoroute à 6 voies (3-3), principalement jusqu'à l'Interstate 95 .

## Péages
La section à l'ouest du Turnpike est actuellement une section à péage électronique. Le reste de l'autoroute se fait sans péage excepté à l'est de la route 9 en direction Est, où un autre système de péage par caméras est présent . 

## Liste de sorties
| Liste des échangeurs de la route 836 | Liste des échangeurs de la route 836 | Liste des échangeurs de la route 836                                                                 | Liste des échangeurs de la route 836                                                                        | Liste des échangeurs de la route 836                                                    | Liste des échangeurs de la route 836                                                    |
| Ville                                | Mile                                 | km                                                                                                   | Intersection / Destinations                                                                                 | Notes                                                                                   |                                                                                         |
| ------------------------------------ | ------------------------------------ | --- | --- | --------------------------------------------------------------------------------------- | --------------------------------------------------------------------------------------- |
| Tamiami                              | 0.00                                 | 0.00                                                                                                 | FL-825 sud (137th NW Avenue), vers US 41, Sweetwater, Kendale Lakes                                         | extrémité ouest de la 836; début de l'autoroute à péage                                 |                                                                                         |
|                                      | ~0.8                                 | ~1.3                                                                                                 | Péage automatique, 0,25 $ pour les SunPass, 0,50 $ pour le péage automotisé par plaques                     | Péage automatique, 0,25 $ pour les SunPass, 0,50 $ pour le péage automotisé par plaques | Péage automatique, 0,25 $ pour les SunPass, 0,50 $ pour le péage automotisé par plaques |
| 2.46                                 | 3.96                                 | FL Tpke. (FL-821, Homestead Extension) – Key West, Fort Lauderdale, Florida City, Homestead, Orlando | sortie ouest et entrée est seulement ; sortie 26 du Turnpike                                                |                                                                                         |                                                                                         |
| 3.58                                 | 5.76                                 | FL-985 (NW 107th Avenue), Doral, Westwood Lakes                                                      | sortie ouest et entrée est seulement                                                                        |                                                                                         |                                                                                         |
| ~4.4                                 | ~7.1                                 | Poste de péage (variant de 0.75$ à 1.50$)                                                            | Poste de péage (variant de 0.75$ à 1.50$)                                                                   | Poste de péage (variant de 0.75$ à 1.50$)                                               |                                                                                         |
| 5.60                                 | 9.02                                 | FL-973 (NW 87th Avenue, Galloway Road), vers NW 12th Street, Westchester, Doral                      | |                                                                                         |                                                                                         |
| 6.59                                 | 10.61                                | FL-826 (Palmetto Expressway), Kendall, Hialeah, Miami Gardens                                        | |                                                                                         |                                                                                         |
| 7.12                                 | 11.47                                | FL-969 (NW 72nd Avenue, Milam Dairy Road), West Miami                                                | |                                                                                         |                                                                                         |
| 8.68                                 | 13.98                                | FL-959 (NW 57th Avenue), Red Road, West Miami, South Miami                                           | |                                                                                         |                                                                                         |
| Miami                                | 9.89                                 | 15.92                                                                                                | NW 45th Avenue                                                                                              | sortie est et entrée ouest seulement                                                    |                                                                                         |
| Miami                                | 10.27                                | 16.53                                                                                                | FL-953 (Le Jeune Road), vers FL-112 est, entrée de l'Aéroport international de Miami, Hialeah, Coral Gables | principal accès à l'aéroport                                                            |                                                                                         |
| Miami                                | 10.79                                | 17.37                                                                                                | NW 37th Avenue, Douglas Road                                                                                | sortie ouest et entrée est seulement                                                    |                                                                                         |
| Miami                                | 11.83                                | 19.04                                                                                                | FL-9 (NW 27th Avenue), Opa-locka, Miami Gardens                                                             |                                                                                         |                                                                                         |
| Miami                                | 12.53                                | 20.17                                                                                                | Poste de péage direction est seulement (variant de 1.00$ à 2.00$)                                           | Poste de péage direction est seulement (variant de 1.00$ à 2.00$)                       | Poste de péage direction est seulement (variant de 1.00$ à 2.00$)                       |
| Miami                                | 12.91                                | 20.78                                                                                                | NW 17th Avenue                                                                                              | sortie est et entrée ouest seulement                                                    |                                                                                         |
| Miami                                | 13.44                                | 21.64                                                                                                | FL-933 (NW 12th Avenue), Civic Center, Hôpitaux                                                             | sortie ouest et entrée est seulement                                                    |                                                                                         |
| Miami                                | 14.20                                | 22.85                                                                                                | I-95, I-395 est, MIAMI CENTRE-VILLE, Fort Lauderdale, West Palm Beach, Jacksonville/Miami Beach             | Principal accès au centre de Miami; La 836 se poursuit vers l'est, voir interstate 395  |                                                                                         |
| - Péage - Échangeur partiel          |                                      | | |                                                                                         |                                                                                         |